# 에딩턴 한계
에딩턴 한계(영어: Eddington limit)라고도 표현되는 에딩턴 광도(영어: Eddington luminosity)는 (항성 같은)물체가 외부로 작용하는 복사력과 안쪽으로 작용하는 중력이 평형을 이루는 상태에 있을 때 도달할 수 있는 최대 광도이다. 평형 상태는 유체 정역학적 평형이라고 불린다. 별이 에딩턴 광도를 넘어서면, 별은 매우 강렬한 복사로 인해 항성풍으로 자신의 바깥층을 날려버린다. 대부분의 무거운 항성들은 에딩턴 광도보다 훨씬 작은 광도를 가지고 있기 때문에, 이들의 항성풍은 대부분 덜 강렬한 선 흡수에 의해 발생한다. 에딩턴 한계는 퀘이사처럼 관측된 강착중인 블랙홀의 광도를 설명하기 위해 언급된다.
원래 아서 스탠리 에딩턴 경은 이 한계를 유도할 때 오직 전자 산란만을 고려했는데, 오늘날에는 그것을 고전적인 에딩턴 한계라고 불린다. 오늘날의 수정된 에딩턴 한계는 속박-자유와 자유-자유 복사 상호작용(제동복사 참고)과 같은 다른 복사 과정을 고려하고 있다.

## 유도
에딩턴 한계는 항성의 바깥쪽으로 작용하는 복사압이 안쪽으로 작용하는 중력과 같아서 서로 상쇄되는 지점에 설정된다. 두 힘은 모두 역제곱 법칙에 따라 감소한다.
정역학적 평형 상태에서의 오일러 방정식에서 평균 가속도가 0임을 식으로 나타내면
{\displaystyle {\frac {du}{dt}}=-{\frac {\nabla p}{\rho }}-\nabla \Phi =0}
이때 {\displaystyle u}는 속도, {\displaystyle p}는 압력, {\displaystyle \rho }는 밀도, and {\displaystyle \Phi }는 중력 포텐셜이다. 압력이 복사 선속 {\displaystyle F_{\rm {rad}}}의 복사압에 의해 좌우된다면
{\displaystyle -{\frac {\nabla p}{\rho }}={\frac {\kappa }{c}}F_{\rm {rad}}\,.}
이고, 이때 {\displaystyle \kappa }는 항성을 구성하는 물질의 불투명도로 이는 단위 밀도 및 단위 길이당 매질에 의해 흡수되는 복사 에너지 플럭스의 비율로 정의된다. 전리수소의 불투명도 값은 {\displaystyle \kappa =\sigma _{\rm {T}}/m_{\rm {p}}}이며, 이때 {\displaystyle \sigma _{\rm {T}}}는 톰슨 산란의 전자 단면적이며 {\displaystyle m_{\rm {p}}}은 양성자의 질량이다. 참고로 {\displaystyle F_{\rm {rad}}=d^{2}E/dAdt}는 표면 위의 에너지 플럭스로 정의되며 복사에 {\displaystyle E=pc}를 사용하여 운동량 플럭스로 표현할 수 있다. 따라서 단위 밀도당 복사에서 기체 매질로의 운동량 전달 속도는 {\displaystyle \kappa F_{\rm {rad}}/c}이며 이는 위 방정식의 우변을 설명한다.
표면적 {\displaystyle S} 안에 갇혀 있는 광원의 광도는
{\displaystyle L=\int _{S}F_{\rm {rad}}\cdot dS=\int _{S}{\frac {c}{\kappa }}\nabla \Phi \cdot dS\,.}
이다.
이제 불투명도를 상수라고 가정하고 가우스 정리와 푸아송 방정식을 통해
{\displaystyle L={\frac {c}{\kappa }}\int _{S}\nabla \Phi \cdot dS={\frac {c}{\kappa }}\int _{V}\nabla ^{2}\Phi \,dV={\frac {4\pi Gc}{\kappa }}\int _{V}\rho \,dV={\frac {4\pi GMc}{\kappa }}}
이때 {\displaystyle M}은 중심 물체의 질량이다. 이렇게 해서 구해진 광도를 에딩턴 광도라고 한다. 전리수소로만 이루어진 항성일 경우 에딩턴 광도는
{\displaystyle {\begin{aligned}L_{\rm {Edd}}&={\frac {4\pi GMm_{\rm {p}}c}{\sigma _{\rm {T}}}}\\&\cong 1.26\times 10^{31}\left({\frac {M}{M_{\bigodot }}}\right){\rm {W}}=1.26\times 10^{38}\left({\frac {M}{M_{\bigodot }}}\right){\rm {erg/s}}=3.2\times 10^{4}\left({\frac {M}{M_{\bigodot }}}\right)L_{\bigodot }\end{aligned}}}
이고, 이때 {\displaystyle M_{\odot }}은 태양질량, {\displaystyle L_{\odot }}은 태양광도이다.
에딩턴 광도는 어떤 광원이 정역학적 평형을 유지하면서 낼 수 있는 최대의 광도이다. 광도가 에딩턴 광도한계를 넘어서면, 복사압이 중력을 이기기 때문에 물질들이 바깥으로 새어나가게 된다.
양성자의 질량이 나타나는 이유는 별의 바깥층에 대한 일반적인 환경에서 중심에서 멀어지는 전자에 복사압이 작용하기 때문이다. 양성자는 질량이 더 크기 때문에 톰슨 산란의 유사체에 의해 무시할 수 있을 정도의 압력을 받기 때문에 약간의 전하 분리가 발생하고, 따라서 방사 방향의 전기장이 항성 대기 조건에서 일반적으로 자유 양성자인 양전하를 들어올리는 작용을 한다. 전기장이 중력에 대항하여 양성자를 띄울 만큼 충분할 때 전자와 양성자는 모두 함께 방출된다.

### 물질마다 다른 한계
광압에 대한 위의 유도는 수소 플라즈마를 가정하며 다른 상황에서는 압력 균형이 수소의 경우와 다를 수 있다.
순수한 헬륨 대기를 가진 진화된 별에서 전기장은 양성자 질량의 거의 4배에 달하는 헬륨 핵(알파 입자)을 들어 올려야 하는 반면 복사압은 2개의 자유 전자에 작용한다. 따라서 순수한 헬륨 대기를 밀어내기 위해서는 일반적인 에딩턴 광도의 두 배가 필요하다.
블랙홀이나 중성자별과 같은 환경의 매우 높은 온도에서는 고에너지 광자가 핵 또는 다른 광자와 상호 작용하여 전자-양전자 플라즈마를 생성할 수 있다. 이러한 상황에서 양-음 전하 운반자 쌍의 결합된 질량은 약 918배 더 작다(양성자 대 전자 질량 비율). 반면 양전자에 대한 복사 압력은 단위 질량당 유효 힘을 두 배로 증가시키므로 필요한 제한 광도는 약 918×2배로 감소한다.
에딩턴 광도의 정확한 값은 가스층의 화학적 조성과 방출의 스펙트럼 에너지 분포에 따라 달라진다. 우주론적으로 수소와 헬륨이 풍부한 가스는 태양의 존재비를 지닌 가스보다 훨씬 더 투명하다. 원자선 전이는 복사압의 영향을 크게 증가시킬 수 있으며 일부 밝은 별(예: 볼프-레이에별 및 O형 별)에는 선 유발 항성풍이 존재한다.

## 험프리스-데이비슨 한계

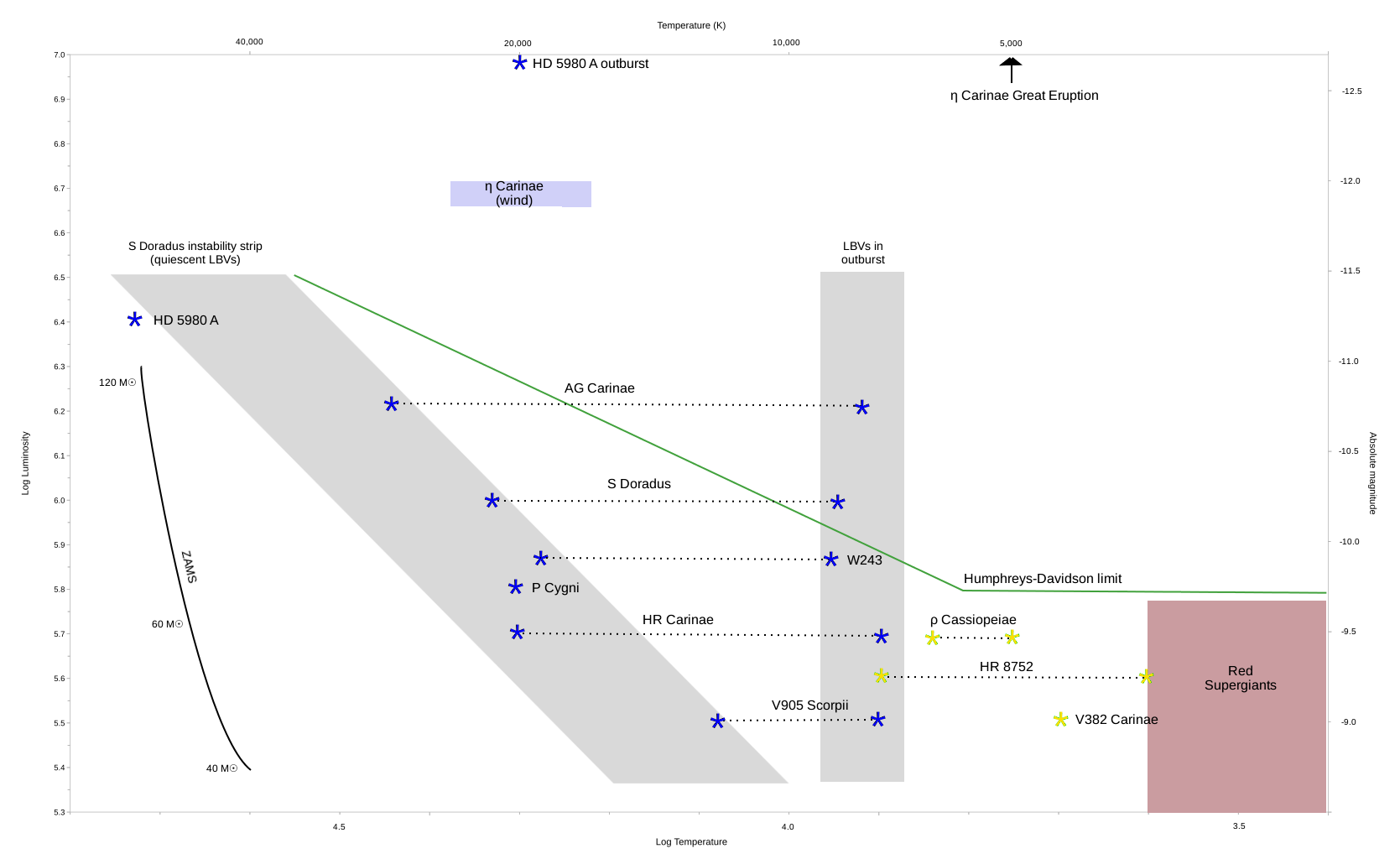
경험적 험프리스-데이비슨 한계가 표시된 상부 H-R도(녹색 선). 별은 짧은 폭발 동안에만 한계 이상에서 관찰된다.

거대한 별의 관찰에서 광도의 명확한 상한선이 나타나며 이에 대해 처음 글을 쓴 연구자의 이름을 따서 이를 험프리스-데이비슨 한계라고 부른다. 더 높은 광도에서는 일시적인 매우 불안정한 물체만 발견된다. 이를 이론적 에딩턴 한계와 조화시키려는 노력은 대체로 성공하지 못했다. 차가운 초거성의 경우 H-D 한계는 316,000 L☉ 근처에서 형성된다.
| 이름                     | 광도              | 분광형    | 주석                                                                                         | 참고문헌     |
| ------------------------ | ----------------- | --------- | -------------------------------------------------------------------------------------------- | ------------ |
| LGGS J013312.26+310053.3 | 575,000           |           |                                                                                              | [ 6 ]        |
| LGGS J004520.67+414717.3 | 562,000           | M1I       | 안드로메다 은하의 구성원이 아닐 가능성이 높으므로 HD 한계와 관련하여 주의해서 다루어야 한다. | [ 7 ]        |
| LGGS J013339.28+303118.8 | 479,000           | M1Ia      |                                                                                              | [ 6 ]        |
| 스티븐슨 2 DFK 49        | 390,000           | K4        |                                                                                              | [ 8 ]        |
| HD 269551 A              | 389,000           | K/M       |                                                                                              | [ 9 ]        |
| WOH S170                 | 380,000           | M         | 대마젤란 은하 구성원 여부가 불확실하다.                                                      | [ 9 ]        |
| RSGC1-F04                | 380,000           | M0-M1     |                                                                                              | [ 8 ]        |
| LGGS J013418.56+303808.6 | 363,000           |           |                                                                                              | [ 6 ]        |
| LGGS J004428.12+415502.9 | 339,000           | K2I       |                                                                                              | [ 7 ]        |
| RSGC1-F01                | 335,000           | M3-M5     |                                                                                              | [ 8 ]        |
| 전갈자리 AH              | 331,000           | M5Ia      |                                                                                              | [ 10 ]       |
| SMC 18592                | 309,000 - 355,000 | K5-M0Ia   |                                                                                              | [ 11 ] [ 9 ] |
| LGGS J004539.99+415404.1 | 309,000           | M3I       |                                                                                              | [ 7 ]        |
| LGGS J013350.62+303230.3 | 309,000           |           |                                                                                              | [ 9 ]        |
| LGGS J013358.54+303419.9 | 295,000           |           |                                                                                              | [ 9 ]        |
| 돛자리 CM                | 308,000           | M5        |                                                                                              | [ 12 ]       |
| HV 888                   | 302,000           | M4Ia      |                                                                                              | [ 11 ]       |
| W60 B90                  | 302,000           | M2        |                                                                                              | [ 13 ]       |
| 세페우스자리 RW          | 300,000           | K2Ia-0    |                                                                                              | [ 14 ]       |
| GCIRS 7                  | 295,000           | M1I       |                                                                                              | [ 15 ]       |
| SP77 21-12               | 295,000           | K5-M3     |                                                                                              | [ 9 ]        |
| RSGC1-F13                | 290,000           | K2-M3     |                                                                                              | [ 8 ]        |
| 용골자리 EV              | 288,000           | M4.5Ia    |                                                                                              | [ 5 ]        |
| HV 12463                 | 288,000           | M         | 소마젤란은하의 구성원이 아닌 듯 하다.                                                        | [ 9 ]        |
| LGGS J003951.33+405303.7 | 288,000           |           |                                                                                              | [ 7 ]        |
| WOH G64                  | 282,000           | M5I       | 아마도 알려진 가장 큰 별일 것이다.                                                           | [ 16 ]       |
| LGGS J013352.96+303816.0 | 282,000           |           |                                                                                              | [ 9 ]        |
| CD-26 5055               | 280,000           | M2Iab     |                                                                                              | [ 12 ]       |
| 웨스터룬드 1 W26         | 275,000           | M0.5-M6Ia |                                                                                              | [ 17 ]       |
| LGGS J004731.12+422749.1 | 275,000           |           |                                                                                              | [ 7 ]        |
| 큰개자리 VY              | 270,000           | M3-M4.5   |                                                                                              | [ 18 ]       |
| LGGS J004428.48+415130.9 | 269,000           | M1I       |                                                                                              | [ 7 ]        |
| LGGS J013241.94+302047.5 | 257,000           |           |                                                                                              | [ 9 ]        |
| LMC 145013               | 251,000 - 339,000 | M2.5Ia-Ib |                                                                                              | [ 11 ] [ 9 ] |
| LMC 25320                | 251,000           | M         |                                                                                              | [ 9 ]        |

## 에딩턴 한계에 근접하거나 넘는 항성들
보통의 항성들은 에딩턴 한계보다 질량이 매우 적어 평형 상태를 유지한다. 하지만 최근 들어 몇몇의 극대거성과 울프-레이에별들의 질량과 광도가 에딩턴 한계에 근접하거나 넘는다는 사실이 밝혀졌다.
- R136a1 - 밝기가 태양의 8백만배가 넘는 이 별은 질량을 갑자기 끌어모아 한때는 질량이 태양의 320배에 달했으나 외포층이 항성에서 탈출해 태양 질량의 50배 정도를 잃은 것으로 보인다. 이 별은 울프-레이에별이다.
- 피스톨 별 - 크기가 태양의 200배에 달하며 질량은 100배, 밝기는 100만배가 넘는 것으로 밝혀져 극대거성으로 분류되었다.
- 용골자리 에타 - 크기, 질량, 밝기는 피스톨 별과 비슷해 역시 극대거성으로 분류되었다. 160년 전부터 이어진 초신성 위장 현상으로 밝기가 밤하늘에서 2번째로 밝아진 적도 있다. 최근 이 별이 쌍성이라는 연구 결과로 인해 논란이 되고 있다.
- WR 102ka - R136a1과 광도와 질량이 비슷하며 역시 울프-레이에별이다. 수백만 년 이내로 초신성 폭발로 일생을 마칠 것으로 보인다.

## 같이 보기
- 하야시 한계
- 질량이 큰 항성 목록
- M82 X-1
- M82 X-2